# Subterranean Masquerade
Subterranean Masquerade — прогресивний метал-гурт, заснований 1997 року Томером Пінком, який є гітаристом та автором більшості пісень гурту.

## Історія
Розпочавшись як проєкт, що складається з постійно мінливих гостьових і сесійних музикантів, Subterranean Masquerade поступово перетворилася на колектив зі стабільним складом.
В 2013 році, після шести років бездіяльності, Subterranean Masquerade змінює склад і записує міні-альбом Home. Ударник Матан Шмуелі (Orphaned Land) та гітарист Ор Шалев приєдналися до гурту в процесі запису двохпісенного ЕР, який гурт поширював самостійно і виключно на вінілі.
В 2014 році, під час запису другого повноцінного студійного альбому, гурт оголосив К'єтіла Нордхуса (Tristania, Green Carnation) як свого нового вокаліста, і Шая Яліна (Solstice Coil) як нового клавішника.
Реліз 2004 року, Temporary Psychotic State, допоміг гурту домогтися визнання в середовищі представників андерграундної металевої сцени. Альбом 2005 року «Suspended Animation Dreams» спочатку отримав змішані відгуки, проте пізніше, в 2014 році, був включений до Топ-50 прогресив-метал альбомів 2000-х за версією Prog Sphere.
ЕР Home був випущений в 2013 році після шести років бездіяльності гурту, і включав в себе два треки: власну пісню Subterranean Masquerade «Home» і кавер на пісню гурту The Mission — «Beyond The Pale». Відгуки на цей реліз були дуже прихильними, і породили великі надії на майбутній повноформатний альбом гурту.
У січні 2015 року Subterranean Masquerade випустили другий повноформатний студійний альбом The Great Bazaar з К'єтілом Нордхусом як основним вокалістом і Полом Кюром як екстрим-вокалістом. Альбом характеризує змішання безлічі стилів, активне використання близькосхідних мелодій, а також присутність незвичайних для металу інструментів – таких як кларнет, флейта, уд і труба. 
У лютому того ж року гурт оголосив про прихід Елірана Вайцмана (Asgaut-band) на місце екстрим-вокаліста як заміну Полу Кюру.

## Музичний стиль
Хоча найчастіше їх характеризують як прогресивний-метал,, Subterranean Masquerade також активно використовують елементи орієнтальної музики, джазу, психоделічного року і авангардного металу, а також характерний для дез-металу екстремальний вокал.

## Учасники

#### Теперішні учасники
- Кьетіль Нордхус (Kjetil Nordhus) — вокал
- Еліран Вайцман (Eliran Weitzman) — вокал
- Томер Пінк (Tomer Pink) — гітара
- Ор Шалев (Or Shalev) — гітара
- Шай Ялін (Shai Yallin) — клавішні
- Голан Фархі (Golan Farhi) — бас-гітара
- Матан Шмуелі (Matan Shmuely) — ударні

#### Колишні учасники
- Пол Кюр (Paul Kuhr) — вокал
- Джейк Деполліт (Jake DePolitte) — бас-гітара
- Тіно Лозікко (Tino Losicco) — ударні
- Ішай Шварц (Yishai Swearts) — вокал
- Джейсон Вільям Уолтон (Jason William Walton) — бас
- Енди Уінтер (Andy Winter) — клавіші

## Дискографія

### Студійні альбоми
- Suspended Animation Dreams (2005)
- The Great Bazaar (2015)

### Міні-альбоми
- Temporary Psychotic State (2004)
- Home (2013)

### Компіляції
- Dead Can Dance Tribute: The Lotus Eaters, 2004
- Cuts You Up — The Complete Dark 80's Covers Compilation, 2000